# Grandes villes d'eaux d'Europe
Les grandes villes d'eaux d'Europe est un site transfrontalier, constitué de onze stations thermales représentatives de ce phénomène culturel et social développé depuis le siècle des Lumières jusqu'au début du XXe siècle en Europe, inscrit le 24 juillet 2021 au patrimoine mondial de l'Organisation des Nations unies pour l'éducation, la science et la culture (UNESCO) durant la 44e session du Comité du patrimoine mondial.

## Liste des sites inscrits
Les « grandes villes d'eaux d'Europe » est le thème de la candidature conjointe de sept pays qui ont soumis en 2014 à l'inscription sur la liste indicative du patrimoine mondial de l'UNESCO un ensemble de seize stations thermales réparties sur le continent européen. Le 24 juillet 2021 onze d'entre elles sont retenues et inscrites la liste du Patrimoine mondial de l’Unesco,,.
| Numéro sur carte | Site                            | Pays        | Bien - superficie (ha) | Zone tampon - superficie (ha) | Notes                  | Coordonnées                             | Illustration |
| ---------------- | ------------------------------- | ----------- | ---------------------- | ----------------------------- | ---------------------- | --------------------------------------- | ------------ |
| 1                | Bad Ems                         | Allemagne   | 80                     | 155                           |                        | 50° 19′ 50″ nord, 7° 43′ 42,99″ est     |              |
| 2                | Baden-Baden                     | Allemagne   | 230                    | 2 377                         |                        | 48° 45′ 26,98″ nord, 8° 14′ 32,98″ est  |              |
| 3                | Bad Kissingen                   | Allemagne   | 212                    | 524                           |                        | 50° 11′ 51,99″ nord, 10° 04′ 30″ est    |              |
| 4                | Baden bei Wien                  | Autriche    | 343                    | 555                           |                        | 48° 00′ 35,98″ nord, 16° 14′ 00,98″ est |              |
| 5                | Spa                             | Belgique    | 772                    | 1 536                         | Anciens thermes de Spa | 50° 30′ 00″ nord, 5° 52′ 01″ est        |              |
| 6                | Vichy                           | France      | 68                     | 253                           |                        | 46° 07′ 37″ nord, 3° 25′ 07″ est        |              |
| 7                | Montecatini Terme               | Italie      | 114                    | 341                           |                        | 43° 53′ 04″ nord, 10° 46′ 28″ est       |              |
| 8                | Bath                            | Royaume-Uni | 2 870                  |                               | Thermes de Bath        | 51° 22′ 53″ nord, 2° 21′ 31″ ouest      |              |
| 9                | Františkovy Lázně (Franzensbad) | Tchéquie    | 367                    | 872                           |                        | 50° 07′ 02″ nord, 12° 21′ 02″ est       |              |
| 10               | Karlovy Vary (Carlsbad)         | Tchéquie    | 1 123                  | 1 029                         |                        | 50° 13′ 23″ nord, 12° 53′ 00,98″ est    |              |
| 11               | Marianske Lazne (Marienbad)     | Tchéquie    | 835                    | 3 677                         |                        | 49° 58′ 38″ nord, 12° 41′ 23,98″ est    |              |

| 1 2 3 4 5 6 7 8 9 10 11 |

## Genèse
La Région de Karlovy Vary en Tchéquie est à l'origine en 2006 du projet initial de soumettre les trois villes d'eaux du triangle de la Bohême de l'Ouest, Carlsbad (Karlovy Vary en tchèque), Marienbad (Mariánské Lázně en tchèque) et Franzensbad (Františkovy Lázně en tchèque) à l'inscription sur la liste indicative du patrimoine mondial.
Par la suite, une analyse comparative des différents sites européens du thermalisme réalisée par une commission consultative d'experts internationaux, réunis sous l'égide de l'Institut national du patrimoine de la Tchéquie, a conduit, en 2011, à la sélection de villes d'eaux susceptibles d'être intégrées à la liste initiale qui, de nationale, allait, sous le titre de « Significant European Spa Towns of the 19th Century », devenir multinationale : aux trois villes précédentes sont ajoutées les stations thermales de Luhačovice, Baden-Baden, Spa, Vichy, Bath et Montecatini Terme. Sont jointes ensuite les villes de Bad Ischl, Baden bei Wien, Bad Kissingen, Bad Ems, Bad Homburg vor der Höhe, Wiesbaden et Bad Pyrmont et le projet prend le nom de « Great spas of Europe » (Grandes villes d'eau d'Europe). Un groupe de travail international, coordonné par un comité de pilotage dirigé par un représentant du ministère de la Culture de la Tchéquie, a élaboré la documentation destinée à accompagner la candidature adressée individuellement par chacun des États concernés.

## Calendrier des candidatures

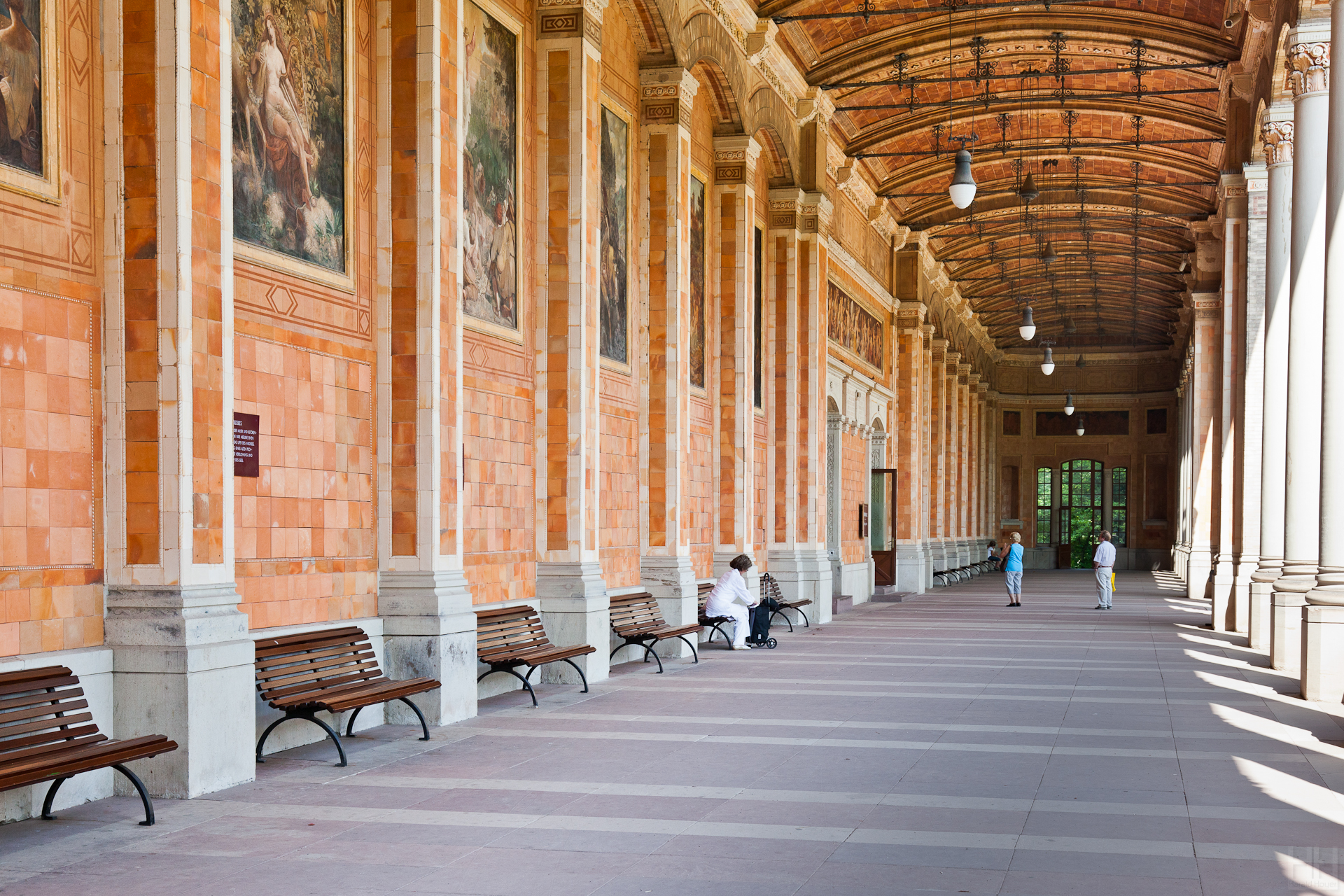
Baden-Baden
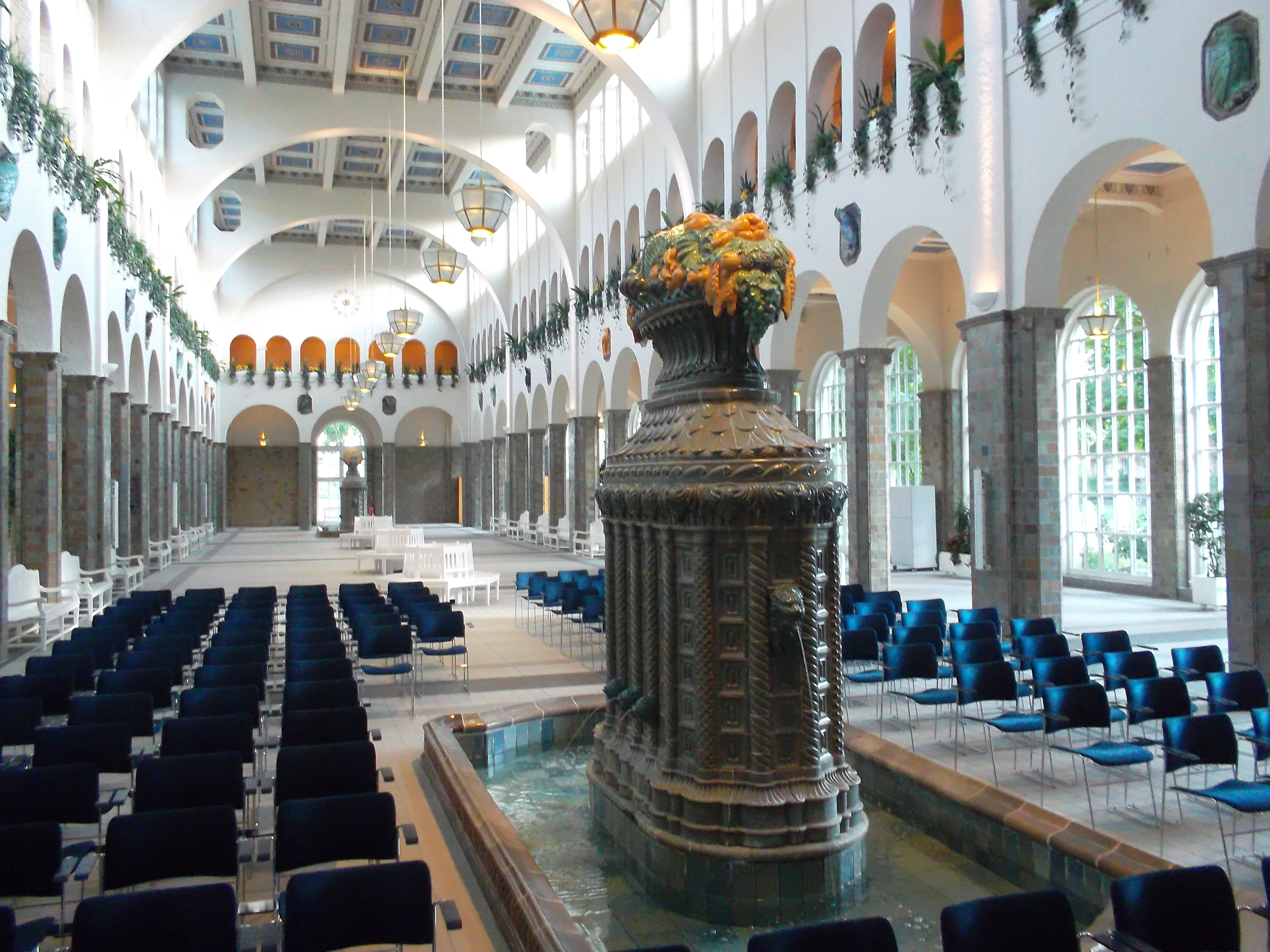
Bad Kissingen
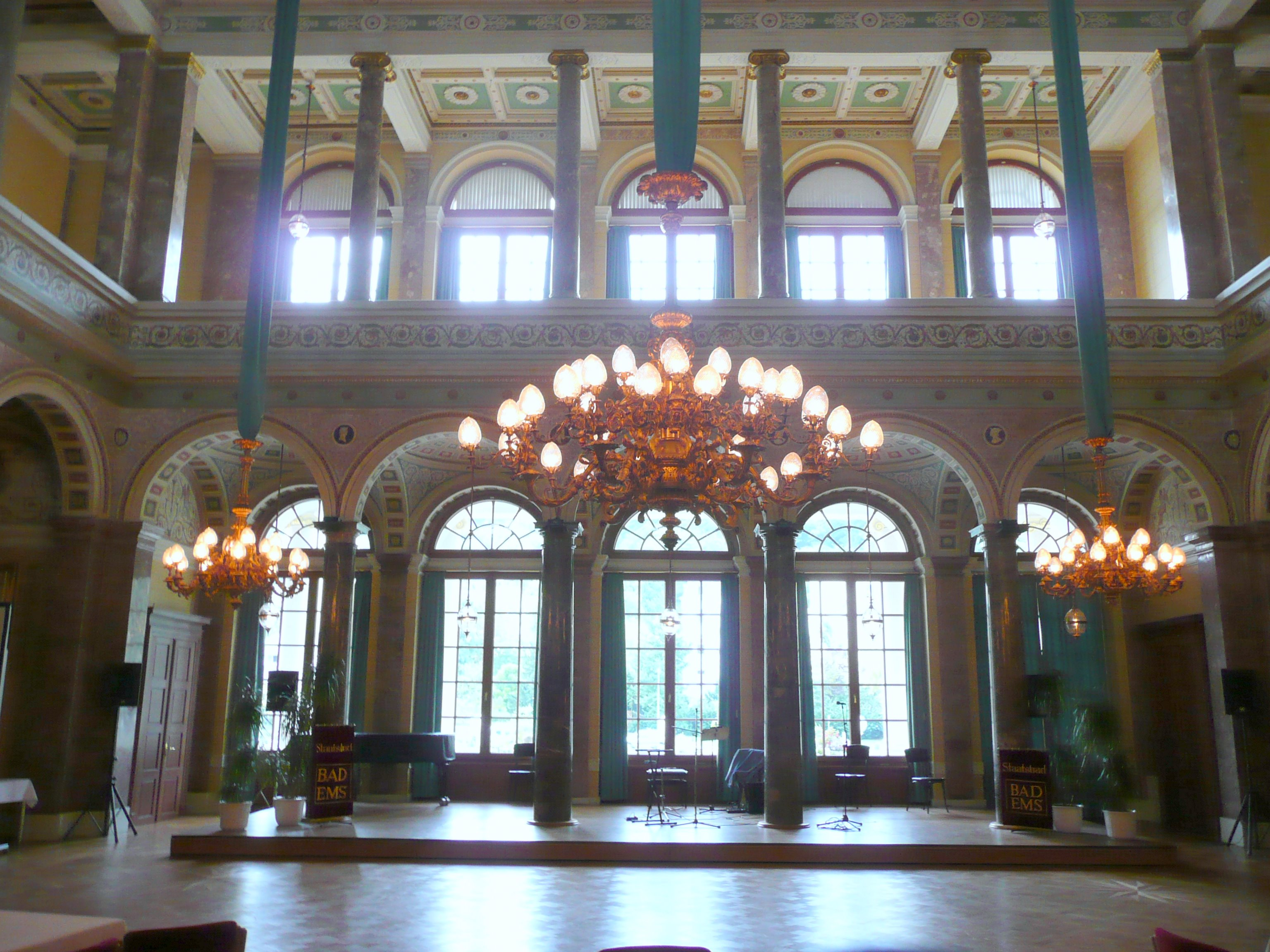
Bad Ems

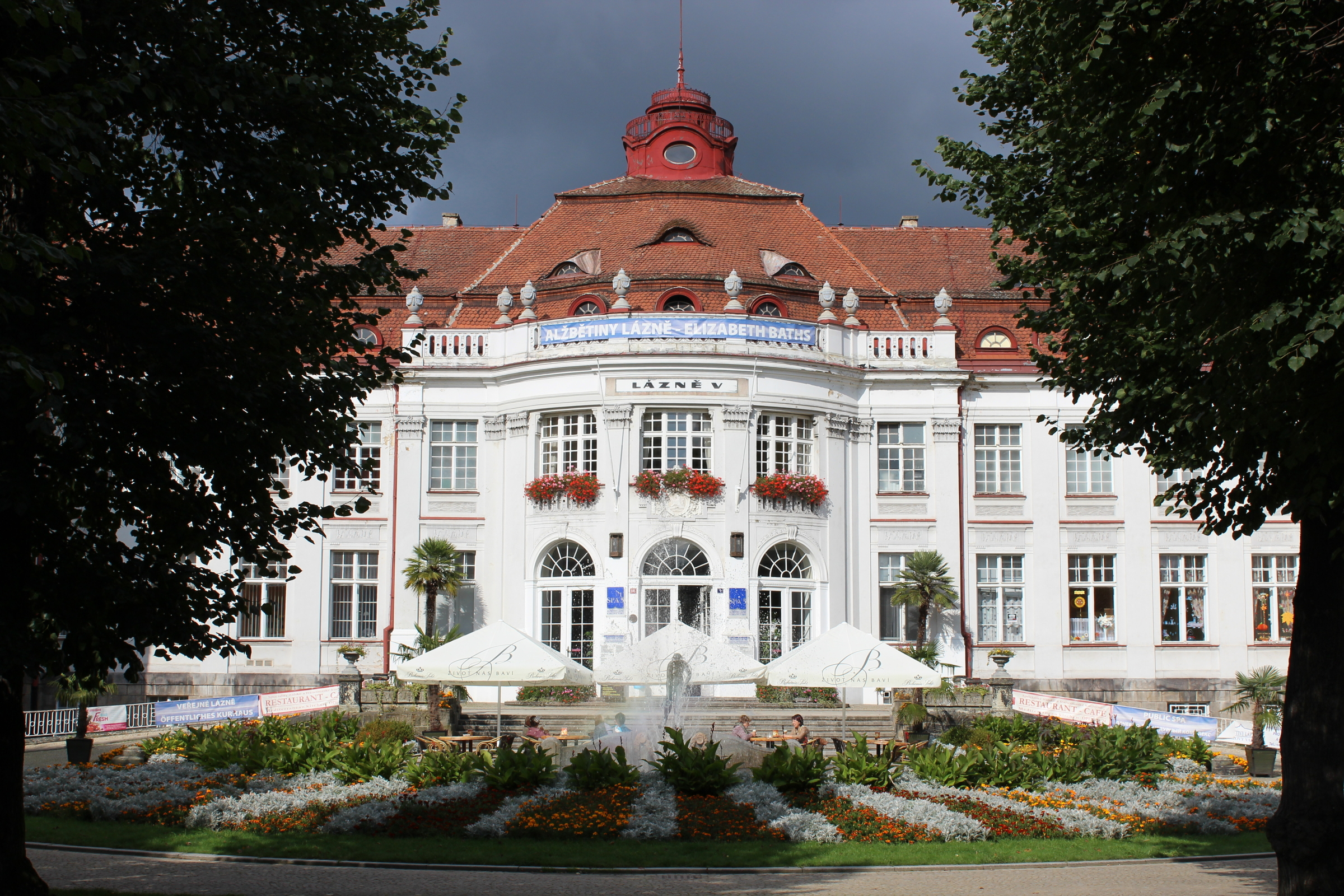
Karlovy Vary (Carlsbad)
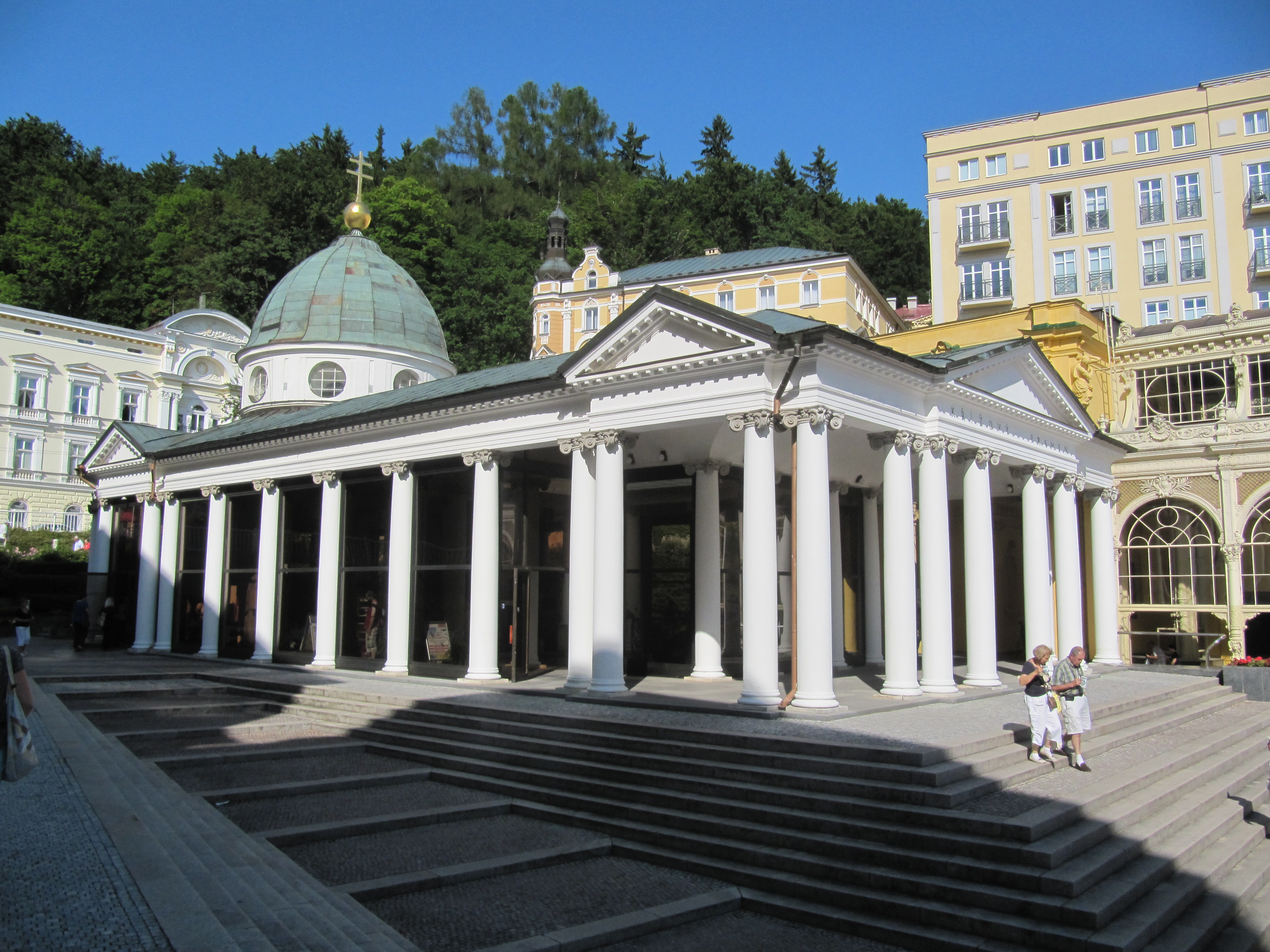
Marienbad
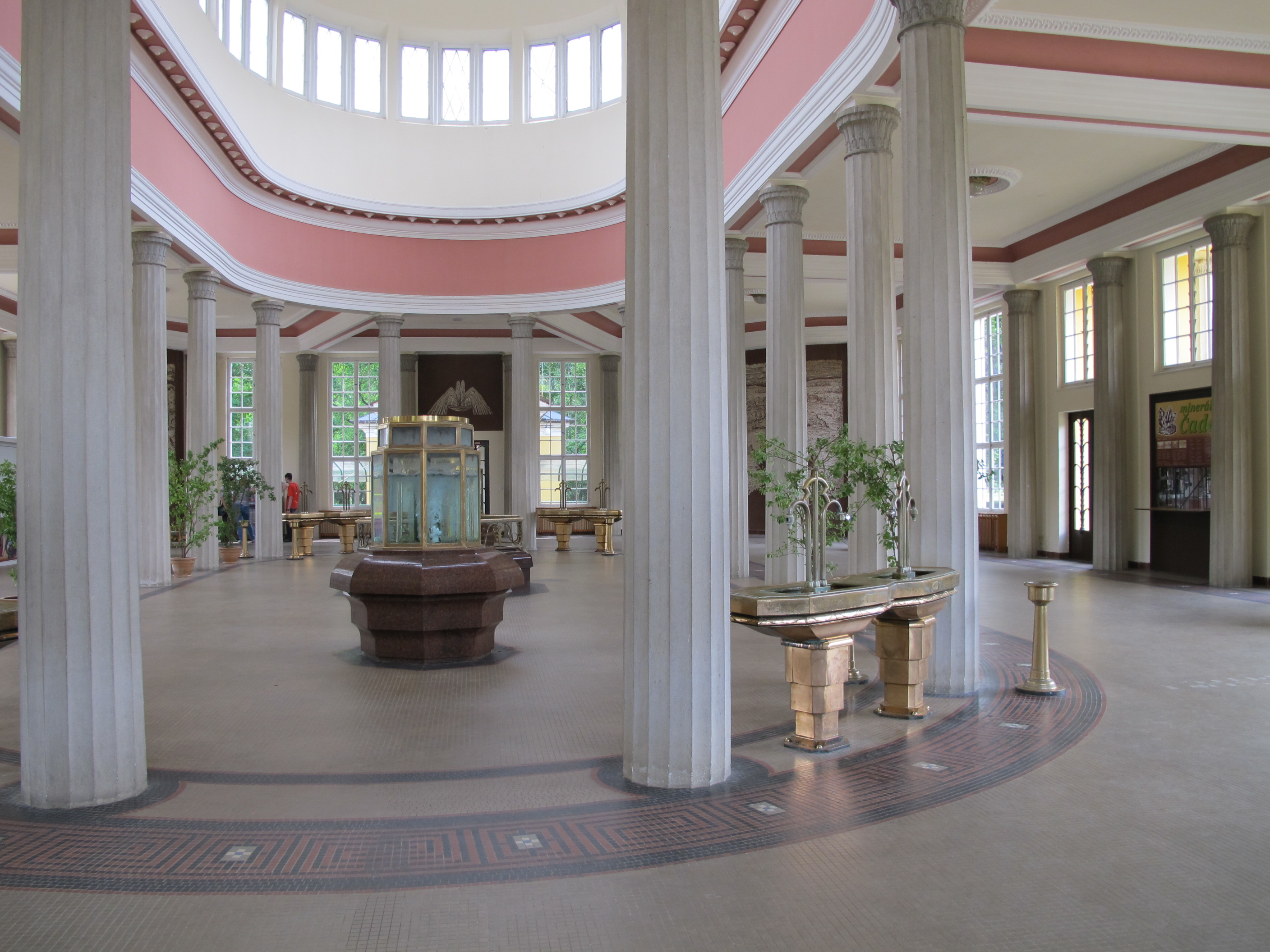
Franzensbad
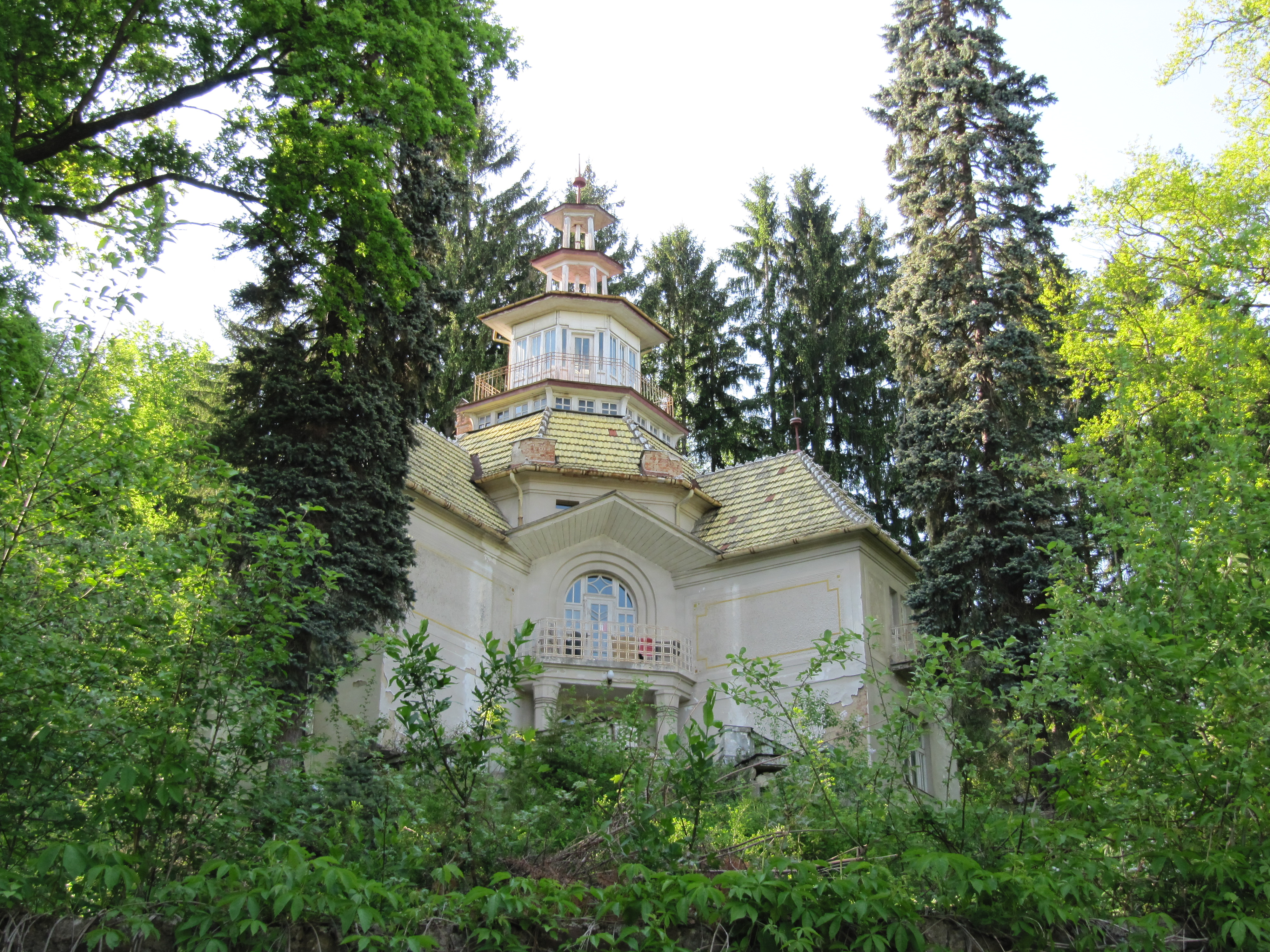
Luhačovice

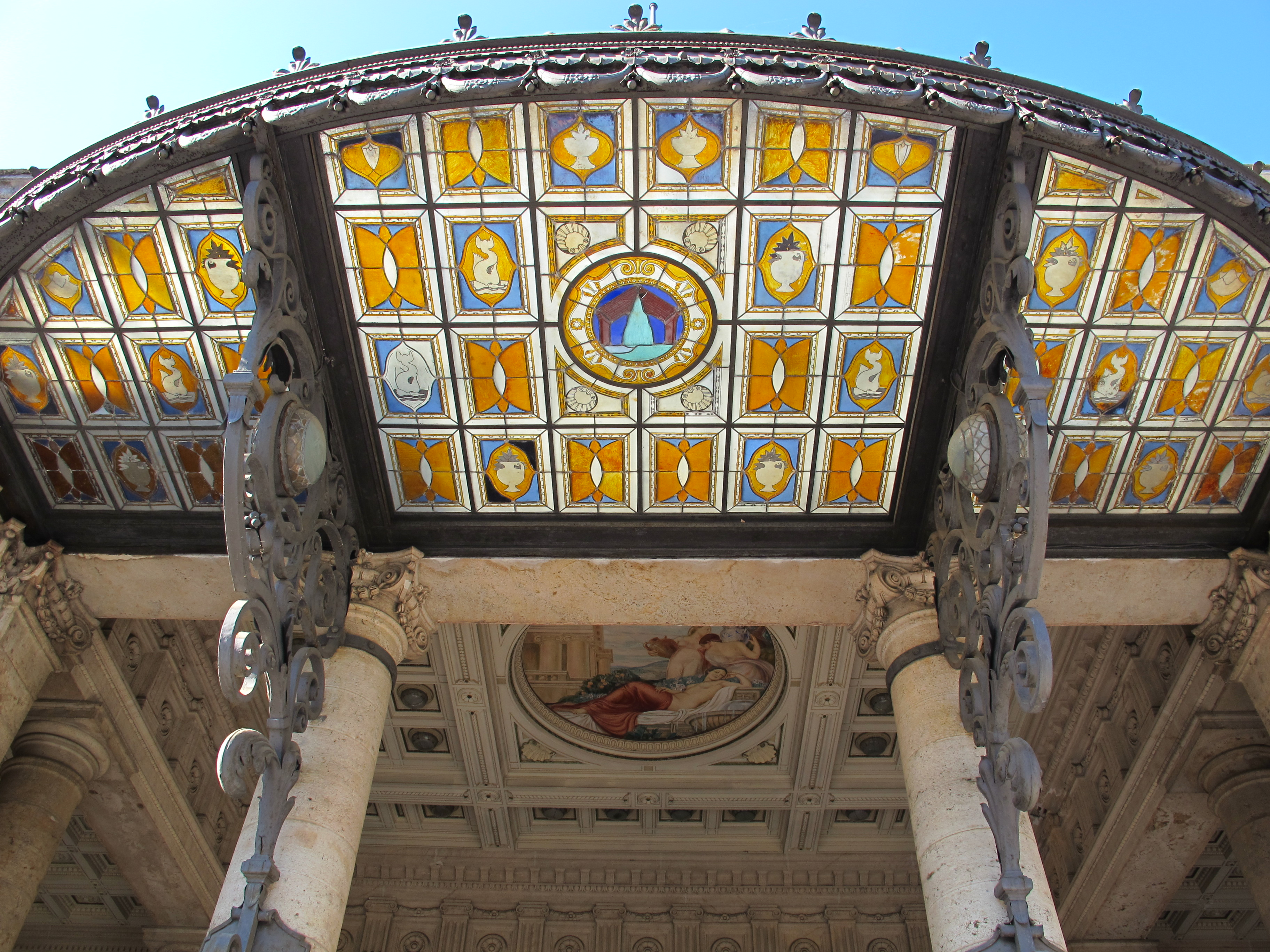
Montecatini Terme
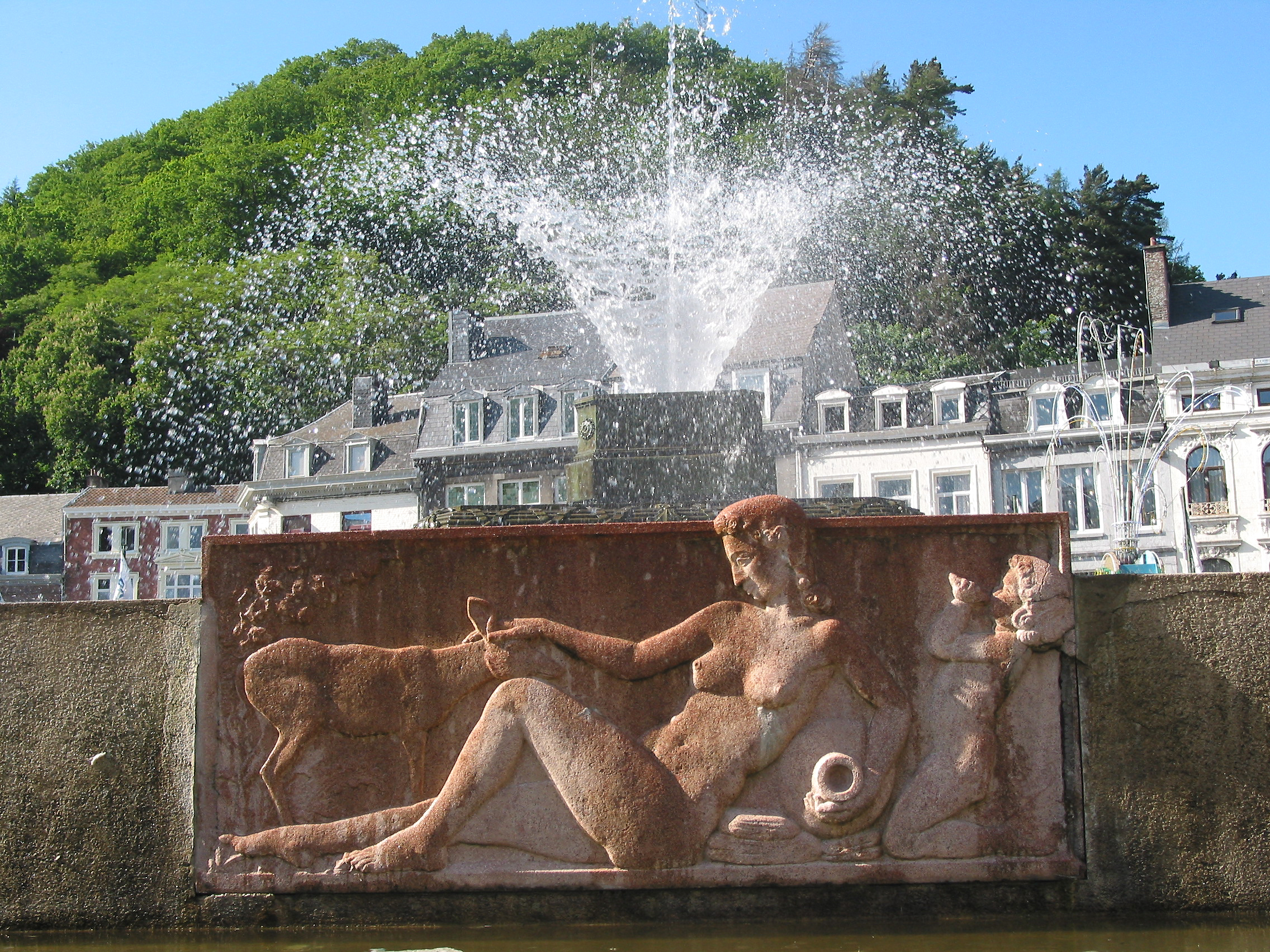
Spa
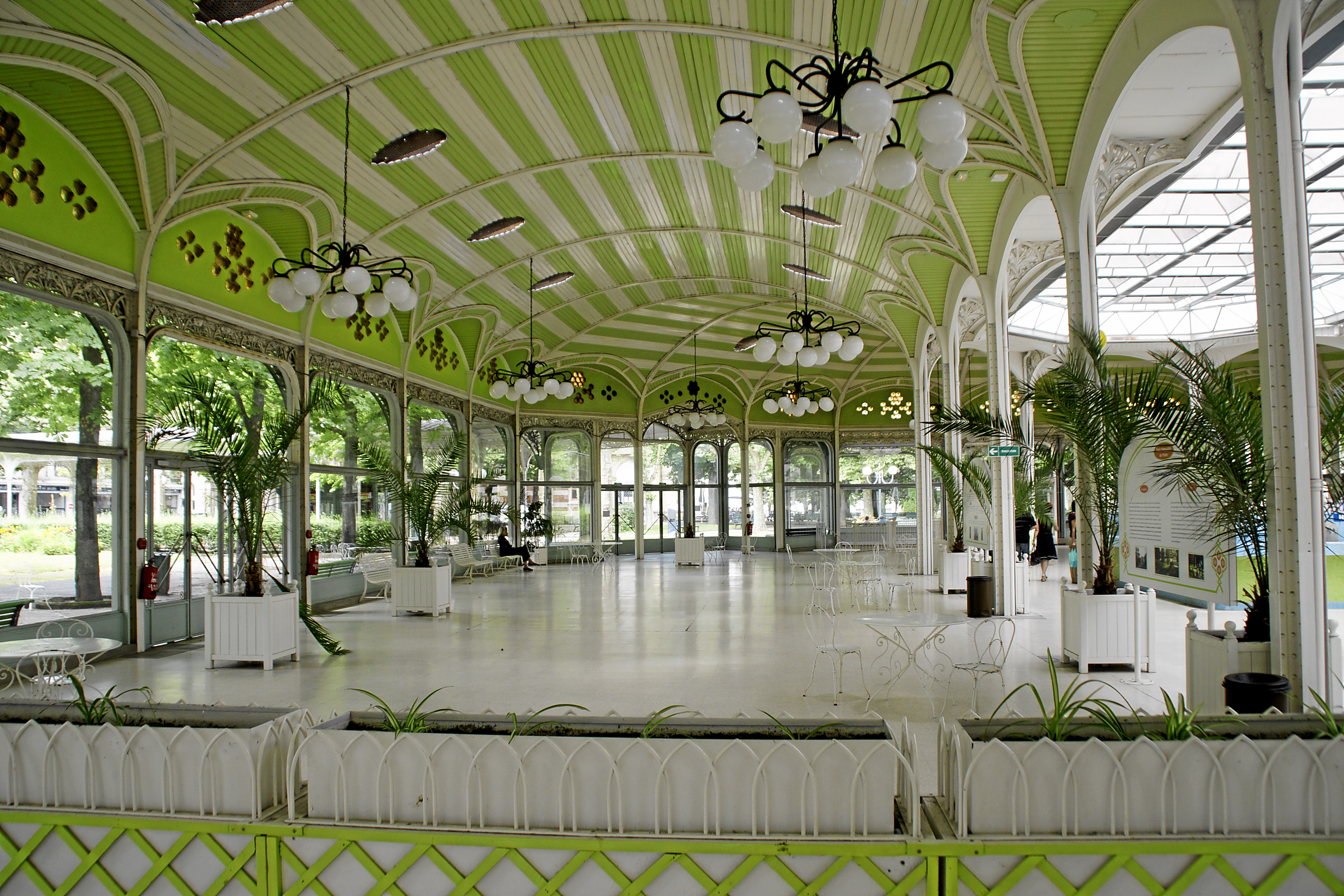
Vichy

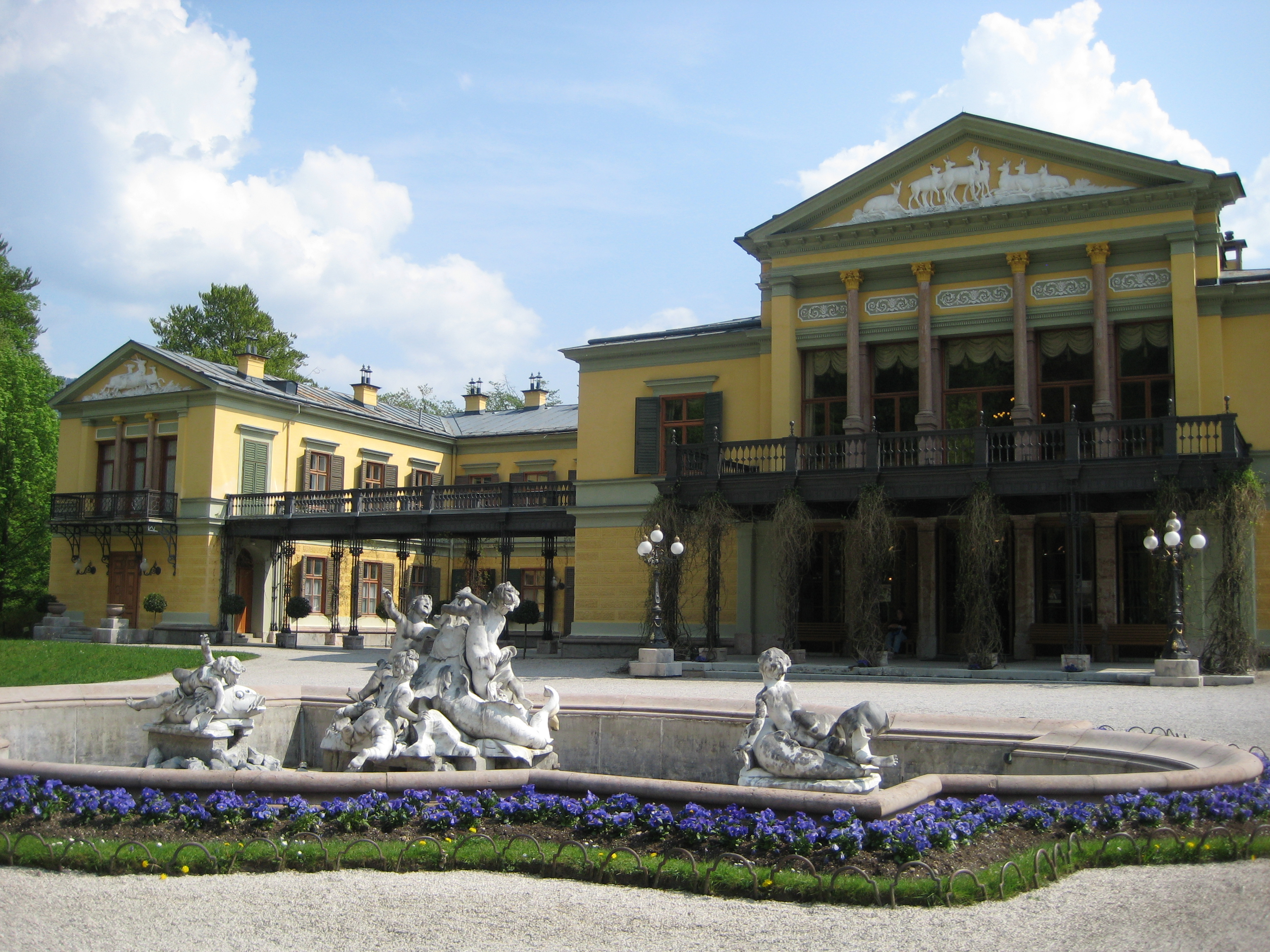
Bad Ischl
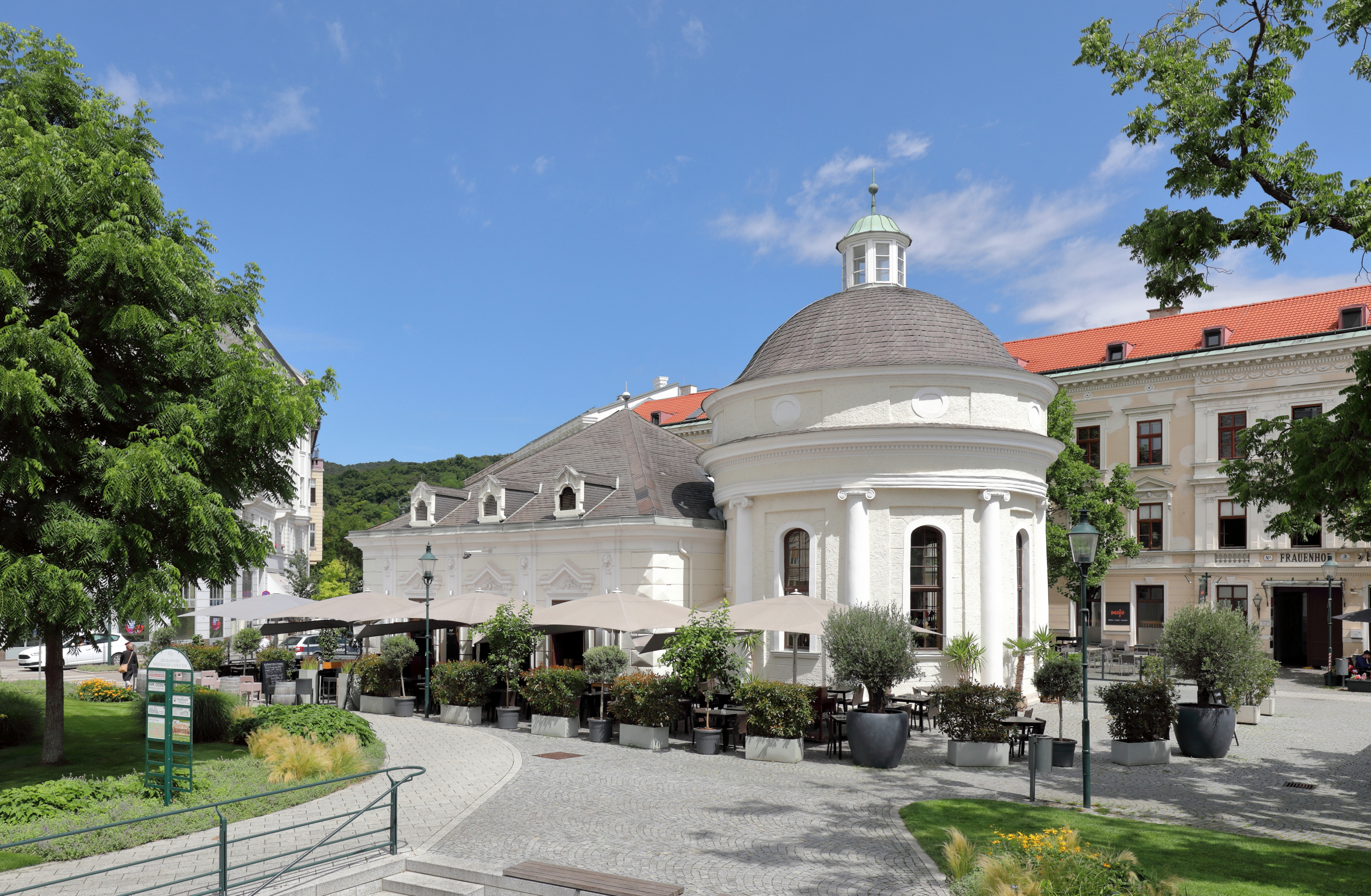
Baden bei Wien
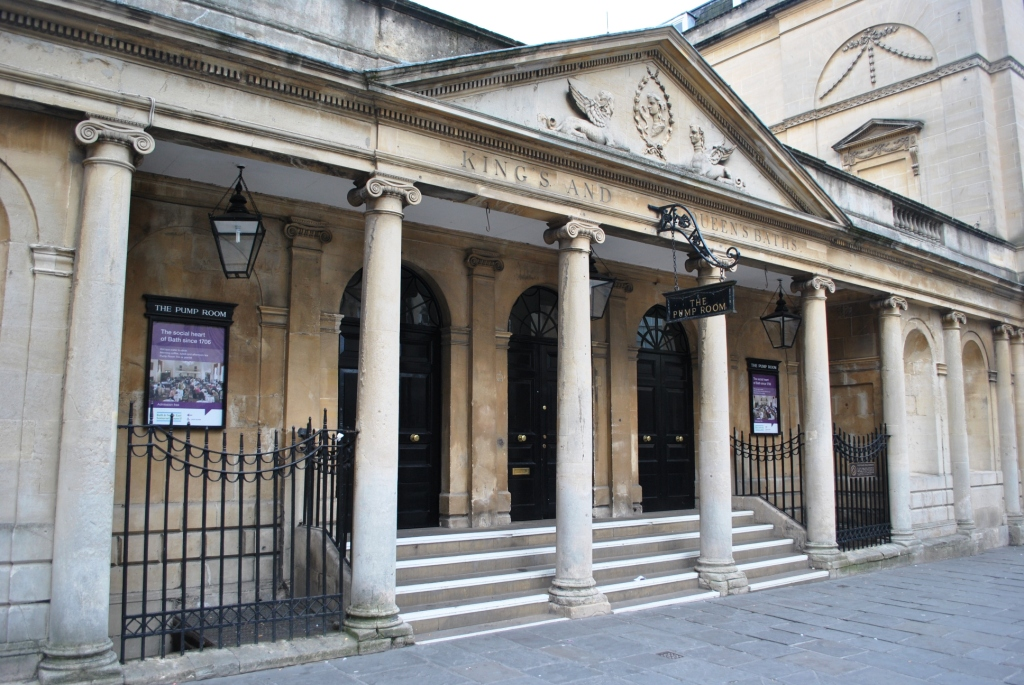
Bath

- Baden-Baden
- Bad Kissingen
- Bad Ems

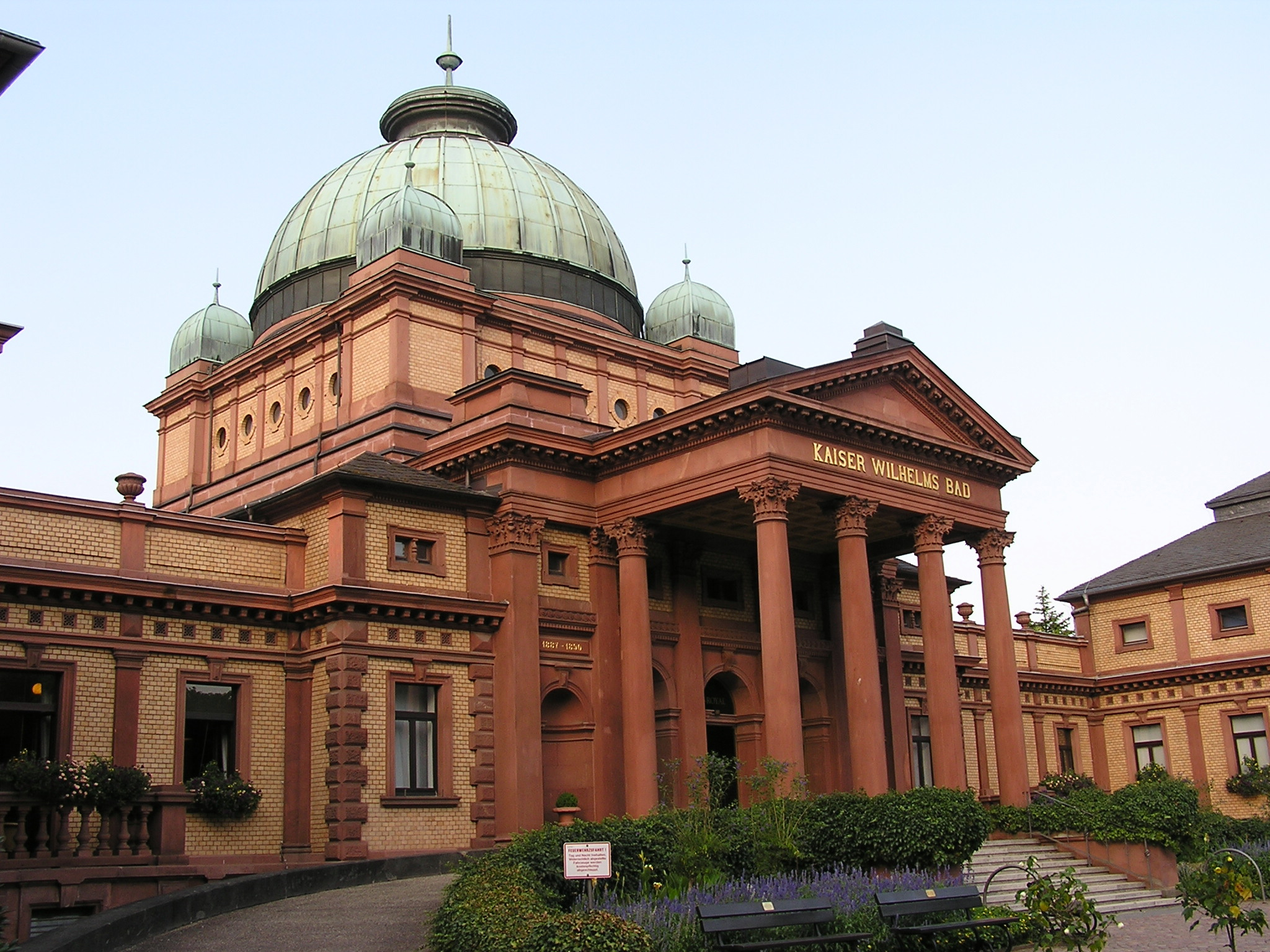
Bad Homburg vor der Höhe
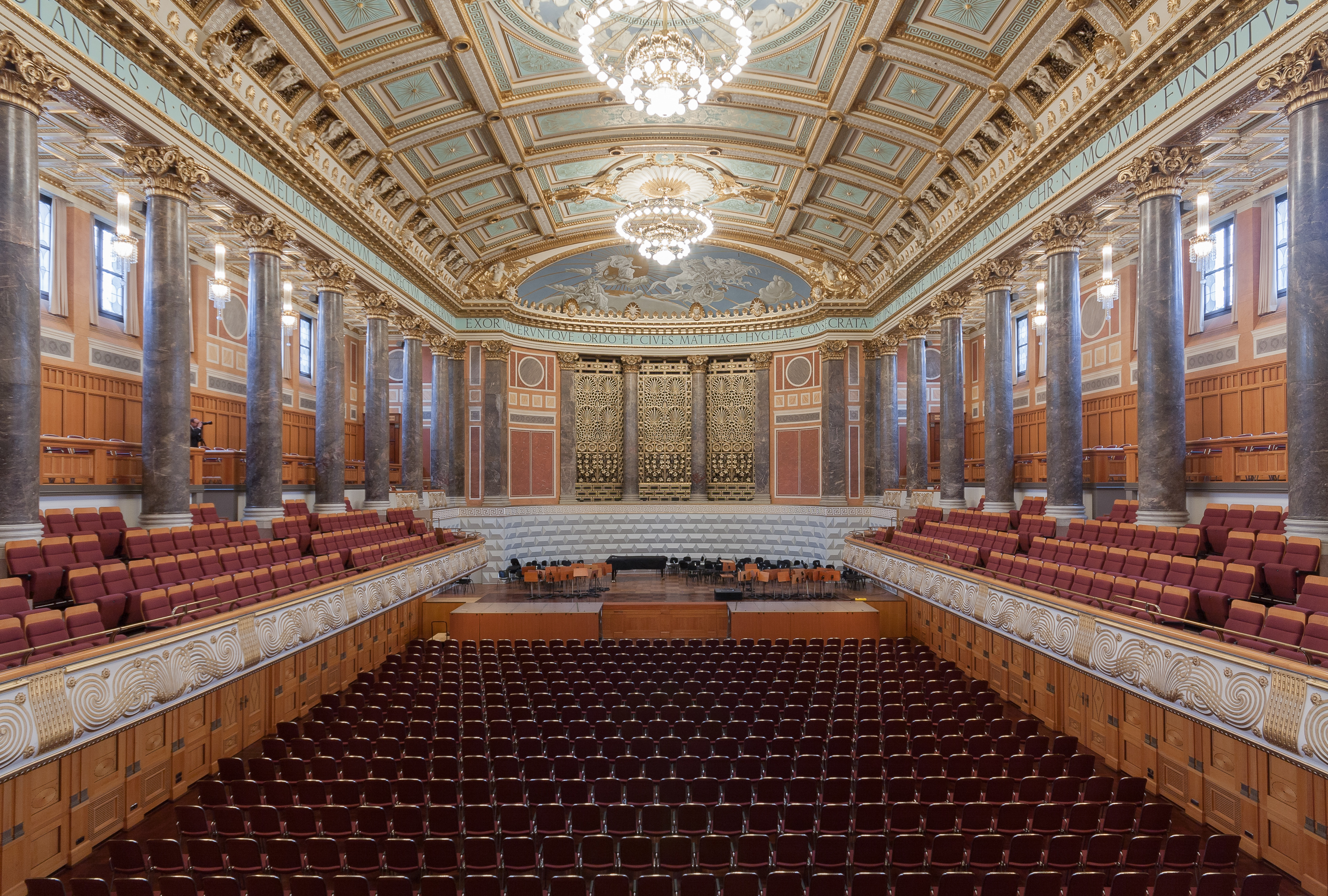
Wiesbaden
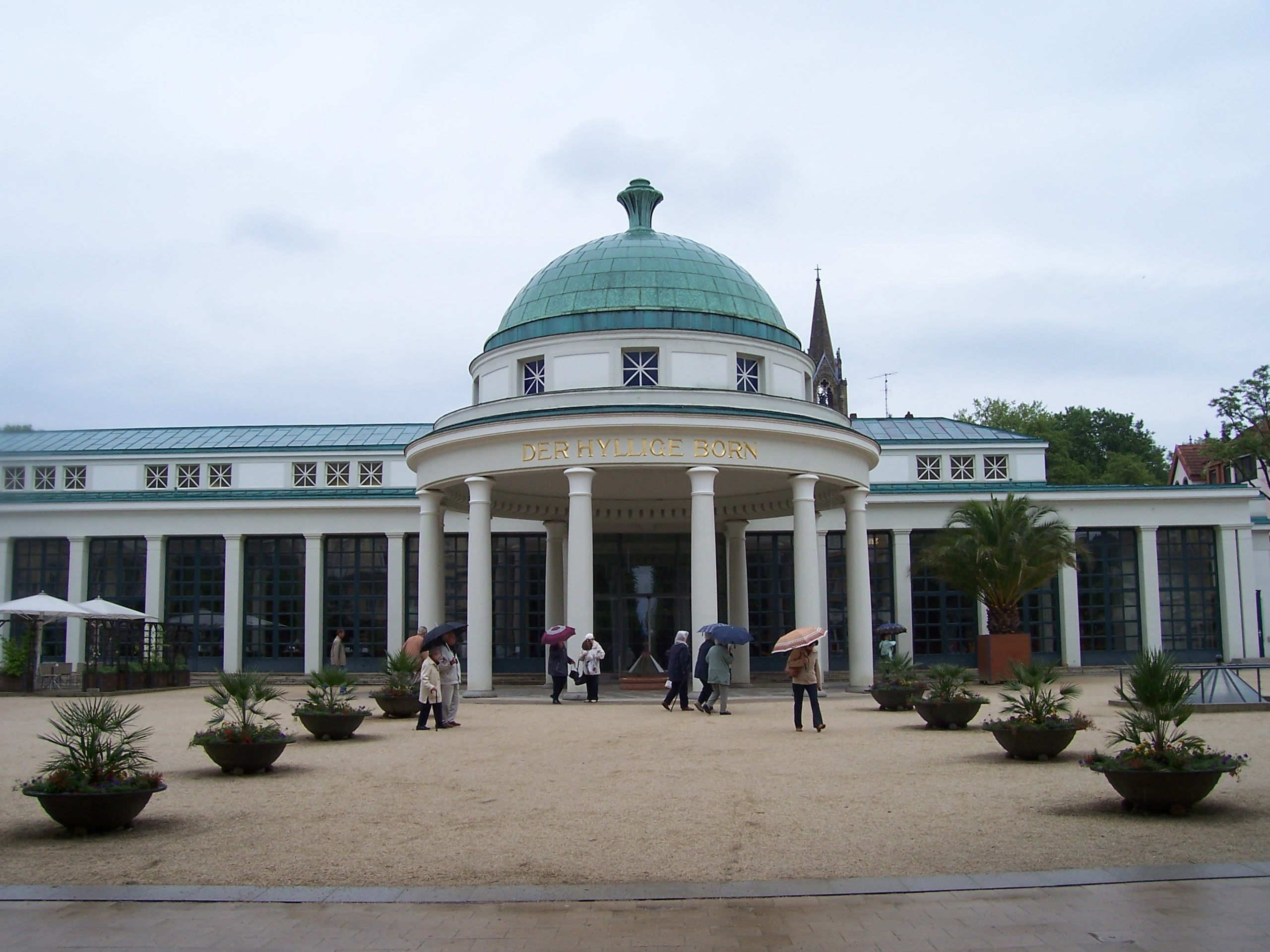
Bad Pyrmont

## Caractéristiques communes
L'ensemble proposé est constitué par seize villes d'eaux représentatives de ce phénomène culturel et social du thermalisme développé entre le siècle des Lumières et les années 1920 en Europe.
Le rôle thérapeutique des villes sélectionnées s'est déployé autour des soins de santé tels qu'ils étaient prodigués, avant le recours à la médecine, à partir des sources d'eaux minérales naturelles, déjà exploitées dans les premiers thermes romains, et qui ont servi de cadre international à l'évolution de la médecine. Le cadre est créé en fonction de la localisation des sources, des propriétés de l'eau et des pratiques médicales. Les établissements thermaux abritent des buvettes, des bains et des salles de soins où sont administrés les traitements médicaux sous forme de cures de boisson, de bains, d'inhalations, ou de bains de boue.
Les pratiques médicales sont ici associées aux pratiques mondaines que favorisent les salons des grands hôtels et des villas, les larges promenades et les jardins d'agrément, les lieux de cultes de toutes confessions, les casinos, les hippodromes, les théâtres, les salles de concerts et les cafés à l'atmosphère cosmopolite et multiculturelle favorisant les réunions sociales, les rencontres diplomatiques, les activités artistiques. La notoriété des villes sélectionnées est caractérisée par l'accueil et le séjour de têtes couronnées et de célébrités.
Les villes sélectionnées ont contribué à la construction d’une culture et d’une société et répandu la tradition européenne de la ville d’eaux dans d'autres parties du monde sous l’influence des pays européens. Berceau du thermalisme, elles ont influencé d'autres types de lieux de soin comme les stations balnéaires ou climatiques et conduit à l’émergence et au développement d’une industrie touristique. L'ensemble proposé concentre des caractéristiques de typologie et de renommée qui ne se retrouvent simultanément présentes dans aucun autre site étudié.

## Localisation géographique

### Candidature allemande
1. Baden-Baden[14]
2. Bad Kissingen[15]
3. Bad Ems[16]
4. Bad Homburg vor der Höhe[17]
5. Wiesbaden
6. Bad Pyrmont

### Candidature tchèque
1. Carlsbad (Karlovy Vary)[18]
2. Marienbad
3. Franzensbad
4. Luhačovice

### Candidature des autres pays
1. Montecatini Terme (Italie)
2. Spa (Belgique)
3. Vichy (France)
4. Bad Ischl (Autriche)
5. Baden bei Wien (Autriche)[19]
6. Bath (Royaume-Uni)